# الکساندر استانکوویچ
الکساندر استانکوویچ (انگلیسی: Aleksandar Stanković؛ زادهٔ ۳ اوت ۲۰۰۵) بازیکن فوتبال اهل صربستان است.
وی همچنین در تیم‌های ملی فوتبال زیر ۱۷، ۱۸ و ۱۹ سال صربستان بازی کرده است.

## زندگی شخصی
وی فرزند دژان استانکوویچ، بازیکن سابق باشگاه فوتبال اینتر میلان و برادر فیلیپ استانکوویچ، دیگر بازیکن فوتبال است.
دایی او نیز میلنکو آسیموویچ است.